# 아르르 나쟈
아르르 나쟈(일본어: アルル・ナジャ, 영어: Arle Nadja 아를 나자[*])는 컴파일에서 제작한 비디오 게임 시리즈인 마도전기와 뿌요뿌요의 주인공이다. 혈액형은 AB형이며, 1인칭은 보쿠(僕)이다.